# توحيد ألبانيا وكوسوفو

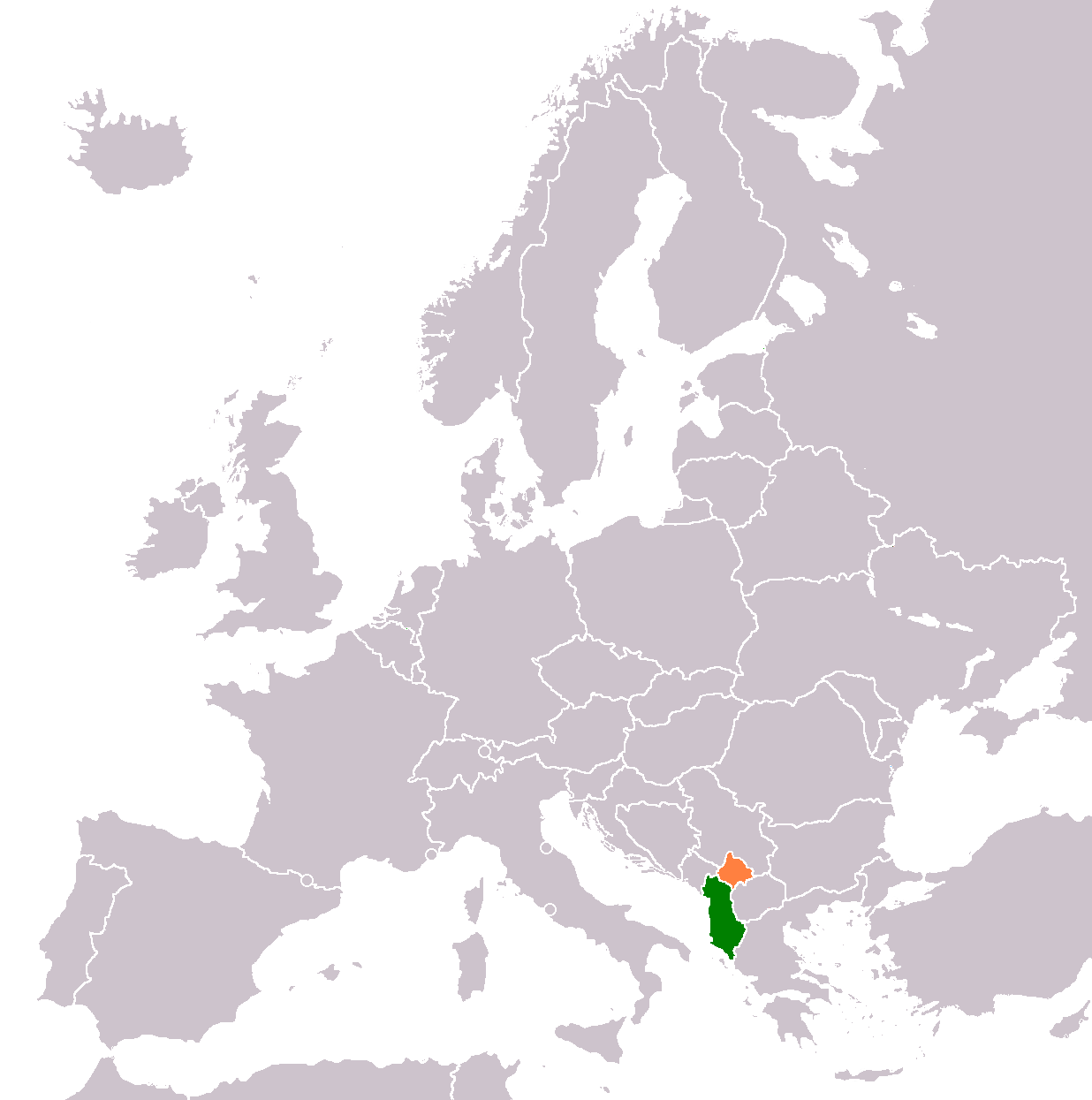
موقع ألبانيا (بالأخضر) وكوسوفو (بالبرتقالي) على خريطة أوروبا.

توحيد ألبانيا وكوسوفو هي فكرة سياسية تم إحياؤها منذ إعلان كوسوفو استقلالها في عام 2008. تم ربط هذه الفكرة بالمفهوم غير التقليدي لألبانيا الكبرى. 93٪ من الكوسوفيين هم من عرق ألباني.
على الرغم من استطلاعات الرأي التي تدعم توحيد كوسوفو مع ألبانيا، فإن هدف السياسيين الألبان كان الانضمام إلى الناتو والاتحاد الأوروبي، بدلا من الوحدة الوطنية.
لقد تحقق التوحيد على المستوى العملي، فسكان كوسوفو هم في الغالب من الألبان. تشترك كوسوفو وألبانيا في بعض القطاعات الإدارية المشتركة مثل التعليم والشرطة والسياسة الخارجية والثقافة والتراث والتجارة، كما أن الحدود بين البلدين مفتوحة.[بحاجة لمصدر]

## تاريخ
خلال احتجاجات عام 1981 في كوسوفو، خشيت يوغوسلافيا من احتمال توحيد كوسوفو وألبانيا. في أوائل التسعينيات كانت تصريحات السياسيين الألبان متناقضة فيما يتعلق بهذا الصدد. كان الناشط السياسي أوشين هوتي مؤسس حزب الاتحاد الوطني الألباني والذي قُتل في نهاية المطاف على يد الشرطة الصربية في عام 1999، مؤيدًا قويًا لفكرة توحيد كوسوفو مع ألبانيا. في عام 2001، صرح أربين إمامي، وهو سياسي من الحزب الديمقراطي الألباني، أن توحيد كوسوفو مع ألبانيا يجب أن يكون هدفًا للحزب، لكن قوبل هذا البيان بانتقادات من داخل حزبه.
تركزت خطة أهتيساري لعملية استقلال كوسوفو على تبني «كوسوفار» متعددة الأعراق بدلاً من الهوية الألبانية. ومع ذلك، كشفت استطلاعات مؤسسة غالوب أن 75٪ من ألبان كوسوفو يفضلون العيش مع ألبانيا في دولة واحدة، كما فضل 68٪ من مواطني ألبانيا توحد ألبانيا مع كوسوفو. في عام 2017، خرج بعض السياسيين الألبان مثل بن بلوشي بتصريحات تدعم التوحيد. في كوسوفو، حزب فيتوفيندوسي هو أكبر حزب معارض يدعم فكرة التوحيد.
في مايو 2019، اقترح الرئيس هاشم ثاتشي إجراء استفتاء على توحيد كوسوفو وألبانيا في حالة لم يتم تسريع عملية انضمام ألبانيا إلى الاتحاد الأوروبي. ومع ذلك، يرى البعض ببساطة أن هذا الاقتراح هو محاولة من جانب ثاتشي «للحفاظ على نفسه في دائرة الضوء»، دون أية نية حقيقية لتوحيد البلدين.